# Kurtuluş, Perşembe
Kurtuluş là một xã thuộc huyện Perşembe, tỉnh Ordu, Thổ Nhĩ Kỳ. Dân số thời điểm năm 2010 là 252 người.